# Карпов, Дмитрий Маркович
Дмитрий Маркович Карпов — советский хозяйственный, государственный и политический деятель, Герой Социалистического Труда.

## Биография
Родился 23 октября 1913 года в селе Данилково Балашовского района Саратовской области. Член КПСС.
С 1930 года — на хозяйственной, общественной и политической работе. В 1930—1974 гг. — сельскохозяйственный работник, участник Великой Отечественной войны, командир огневого взвода 648-го армейского артиллерийского полка 28-й армии, 2-го дивизиона 44-й гвардейской пушечно-артиллерийской бригады 5-й ударной армии, агроном, заместитель председателя, председатель колхоза, председатель объединённого колхоза «Красный Октябрь» Балашовского района Саратовской области.
Указом Президиума Верховного Совета СССР от 23 июня 1966 года присвоено звание Героя Социалистического Труда с вручением ордена Ленина и золотой медали «Серп и Молот».
Умер в Пензе не ранее октября 1991 года.